# Mohammed ben Mizzian
Mohammed Naser ben Mizzian (Beni Ensar, imperio jerifiano, 1 de febrero de 1897 - Madrid, España, 1 de mayo de 1975), fue un militar hispano marroquí.
Llegó al grado de teniente general del Ejército Español y participó en las guerras del Rif y civil española, mandando la 1.ª División de Navarra. Además, fue Capitán General de Galicia durante el franquismo. Tras la independencia de Marruecos logró el grado de mariscal de las Fuerzas Armadas de Marruecos, ejerciendo además como ministro de Defensa y Estado del Reino de Marruecos y embajador de Marruecos en España hasta 1975.

## Biografía

### Inicios en la Academia Militar de Toledo y guerra del Rif
Nacido Beni Ensar, fue hijo de un caíd jefe de la cabila de Mazuza, una tribu de Guelaya aliada de España. Logró iniciar su carrera militar en la prestigiosa Academia Militar de Toledo por recomendación del rey Alfonso XIII, tras un curioso episodio narrado por el periódico melillense El Telegrama del Rif.  El 11 de enero de 1911, con ocasión de una estancia en Melilla, el rey Alfonso XIII, visitó la Escuela Indígena; el profesor Abd el-Krim (quien años más tarde lideraría la revuelta rifeña contra los españoles) llamó al encerado al alumno Mohamed ben Mizzian quien resolvió, según relata la crónica, "un complicado problema de regla de interés y fue capaz de señalar en los mapas de Europa ríos, regiones y capitales". El monarca, agradado, preguntó al pequeño qué quería ser y éste le contestó: "Capitán".
En 1912 quedó huérfano de padre, muerto durante las campañas de la guerra del Rif. En 1913, cuando Mizzian cumple los dieciséis años, el rey apadrinó su ingreso en la Academia de Infantería de Toledo, teniéndose para ello que modificar su reglamento pues la academia no admitía alumnos no cristianos. En 1916 se licenció con el grado de alférez y fue destinado al Ejército de África donde, dos años más tarde, asciende a Teniente. Durante la guerra del Rif (1921-1926) Mizzian, al mando de tropas indígenas, luchó contra el que fuera su maestro y a la sazón líder de la revuelta rifeña contra los españoles, Abd el-Krim. Fue herido durante el desastre de Annual en 1921, en 1923 asciende a capitán por méritos de guerra y en 1925 a comandante. Es durante esta campaña cuando comienza su relación de amistad con Franco, entonces teniente coronel, al que incluso salva la vida en una ocasión en octubre de 1924.

### Guerra civil española
En julio de 1936 estaba destinado como comandante del II tábor (batallón) de Regulares 5, con sede en Segangán, a unos 20 km al sur de Melilla. Aunque un informe que la Unión Militar Republicana Antifascista UMRA de Melilla hizo llegar al ministro de la Guerra, al iniciarse la etapa del Frente Popular, le citaba entre los cinco únicos comandantes de la Circunscripción Oriental de Marruecos "sin un sentido específico antirrepublicano", Mizzian se incorporó a la conspiración contra el gobierno a finales de la primavera, tras una conversación que sostuvo en el Casino Militar de Melilla con el enlace del general Mola en la ciudad: Juan Seguí Almuzara, exteniente coronel que en 1931 se había acogido a los decretos del ministro Manuel Azaña para dejar el Ejército y montar un negocio. Nada más tener noticias del inicio del alzamiento, la tarde del 17 de julio, Mizzian se dirigió con su tábor hacia Melilla, donde los rebeldes estuvieron inicialmente en minoría. Al haber fracasado el plan de la sublevación en la Base de Hidroaviones del Atalayón, por el adelanto de la misma y de camino a la ciudad de Melilla se encargó de reducir la oposición armada que ofrecían las reducidas fuerzas de aviación, dirigidas por el miembro de la UMRA y Jefe Accidental, el Capitán Virgilio Leret Ruiz, dando origen al primer enfrentamiento militar de la guerra civil española: El asalto inicial de tropas de Regulares 2 a la base de hidros fue repelido, alargándose la batalla más de lo inicialmente previsto, por lo que cuando pasaban por el lugar las fuerzas de la Legión se unieron al combate. Esto y la escasez de munición de los defensores, un reducido número de fuerzas afines al Frente Popular, provoca el final de los combates con la rendición del Capitán Leret. En la batalla se produjeron varios heridos en ambos bandos y las dos primeras bajas en combate de la rebelión militar, un sargento y un soldado de Regulares. Al día siguiente fueron fusilados el Capitán Leret y los dos Alféreces a su mando, a manos de un pelotón escogido entre sus propios soldados de aviación.
Triunfante la rebelión en el Marruecos español, el 14 de agosto de 1936 aterrizó en Jerez de la Frontera y al mando de sus Regulares tomó parte en la liberación del Alcázar de Toledo y la marcha sobre Madrid, en la que él y sus tropas indígenas destacaron por su empuje y extrema violencia durante los primeros combates en la batalla de la Ciudad Universitaria de Madrid. Un relato del periodista estadounidense John T. Whitaker, en 1943, narró la violación múltiple y asesinato de dos jóvenes españolas capturadas por su unidad, así como el asesinato en Toledo de 200 milicianos heridos que se encontraban en el hospital tras el Asedio del Alcázar.En la batalla por la toma de Madrid fue herido en los combates de la Ciudad Universitaria. Ascendido a Teniente coronel, pasó a la columna gallega de ofensiva de Asturias. En 1938, ya como Coronel y al mando de la 1.ª División de Navarra, tomó parte en la ofensiva de Levante, ocupando Castellón de la Plana, en la batalla del Ebro y en la ofensiva de Cataluña.

#### Crímenes de Guerra
Mohammed ben Mizzian, durante la guerra civil española, sería protagonista de varios crímenes de guerra, concretamente: violaciones, asesinato de prisioneros y pillaje. Los hechos fueron recogidos en la revista Foreign Affairs por el historiador y periodista John Whitaker en octubre de 1942. Terminado el asedio del Alcázar de Toledo los doscientos heridos que había en el hospital de San Juan Bautista fueron ejecutados lanzándoles granadas de mano.
Mizzian también prometió mujeres blancas a su tropa si tomaban Madrid, pero antes de eso ya forzó a la prostitución tanto a mujeres marroquíes como chicas de la zona en un burdel de Navalcarnero. Durante la caída de Manresa, al menos tres manresanas, después de intentar violarlas, y un soldado herido fueron asesinados a manos de tropas de Mizzian. 
Además las fuerzas marroquíes también eran famosas por saqueos, ya que eran una tropa que entendía la guerra como una forma de hacer negocio. Especialmente buscaban oro, ya fuera robando a punta de pistola, en el caso de las joyas, o extrayendo las piezas dentales de oro de los ciudadanos. A menudo, después del pillaje aprovechaban para colocar puestos de productos con escasez: tabaco, chocolate, licores, plátanos.[cita requerida]

### Dictadura de Francisco Franco en España
Al acabar la Guerra Civil, el general Franco le nombró comandante general de Ceuta. En 1953 fue ascendido a teniente general y se dio el mando de la Capitanía General de la VIII Región Militar (Galicia). En 1955 fue nombrado Capitán General de Canarias, su último destino en el Ejército Español.

### 1956 desempeño en Marruecos
Tras la independencia de Marruecos en 1956, obtuvo el encargo del rey Mohammed V de la organización del nuevo ejército marroquí, por lo que solicitó su baja en el ejército español, siéndole ésta concedida con fecha 22 de marzo de 1957. En Marruecos ocupó primero el puesto de inspector de las Fuerzas Armadas Reales y en 1957-58, junto con el futuro rey Hassan II, reprimió la sublevación del Rif con el uso de bombas incendiarias de napalm.
En 1964 fue nombrado ministro de Defensa. El 22 de febrero de 1966 regresó a España con el nombramiento por Hassan II como embajador de Marruecos a Madrid, según se dijo, en "un gesto de buena voluntad de acercamiento a España". Volvió a Marruecos en 1970 para asumir el cargo de ministro de Estado y el 17 de noviembre de ese año fue ascendido a mariscal, convirtiéndose en el militar de más alta graduación del ejército marroquí. 
El 27 de marzo de 1975, aquejado de una grave enfermedad, fue ingresado en el Hospital del Aire en Madrid, donde falleció el 1 de mayo siguiente. Sus restos fueron trasladados a Marruecos.
En 2006 fue inaugurado por una de sus hijas, Leila, un museo privado dedicado a su memoria en su localidad natal de Béni Ensar, instalado en una casa que en su día le regaló Franco. Al acto acudieron autoridades militares y diplomáticas de España para rendir homenaje a su figura.

## Vida privada
Casado en 1925 con Fadela Amor, tuvo siete hijos, seis niñas y un varón, que se criaron en España, acompañando la familia al teniente coronel Mizzian durante sus destinos en Galicia o Canarias. Su hijo Mustafá estudió en la Academia de Artillería de Segovia y murió en un accidente.  
En 1957, tras regresar a Marruecos, organizó el secuestro de su hija Zelija, casada contra la voluntad paterna con el capitán español Guillermo de Olózaga, sobrino del que fuera ministro de Asuntos Exteriores Alberto Martín-Artajo. La noticia fue sonada en los círculos militares en España, sin embargo Franco mandó que España no se inmiscuyera en el asunto. En cambio sí intervino para impedir que prosperara la propuesta, formulada por el Consejo Supremo del Ejército, de que le fuese retirada la paga española que Mizzian aún percibía tras pasar a las órdenes de Mohamed V. 
Su hija Leila Mezian contrajo matrimonio en 1960 con Othman Benjelloun, la mayor fortuna de Marruecos. En 1971 uno de sus yernos fue ejecutado por encabezar un intento de atentado contra Hassan II.

## Distinciones
En su larga trayectoria militar obtuvo múltiples condecoraciones, tales como la Medalla Militar individual, la Cruz Laureada de San Fernando colectiva, once cruces rojas al mérito militar, dos medallas de sufrimientos por la patria y la Gran Cruz del Mérito Militar, entre otras.
Al cumplirse el XX aniversario del Golpe de Estado en España de julio de 1936 le fue otorgada la gran cruz de la Orden de Cisneros, al mérito político.